# András Kállay-Saunders
András Kállay-Saunders (ur. 28 stycznia 1985 w Nowym Jorku) – amerykański piosenkarz, autor utworów i producent muzyczny węgierskiego pochodzenia, wokalista zespołów Kállay Saunders Band i The Middletonz. Reprezentant Węgier podczas 59. Konkursu Piosenki Eurowizji (2014).

## Życiorys

### Wczesne lata
Jest synem węgierskiej modelki Katalin Kállay oraz amerykańskiego producenta muzycznego i piosenkarza soulowego Fernando Saundersa.

### Kariera
W 2010 wziął udział w przesłuchaniach do piątej edycji programu Megasztár emitowanego przez telewizję TV2. Odpadł w dziesiątym odcinku, zajmując czwarte miejsce. W 2011 wydał swój debiutancki singiel, „Csak veled”.

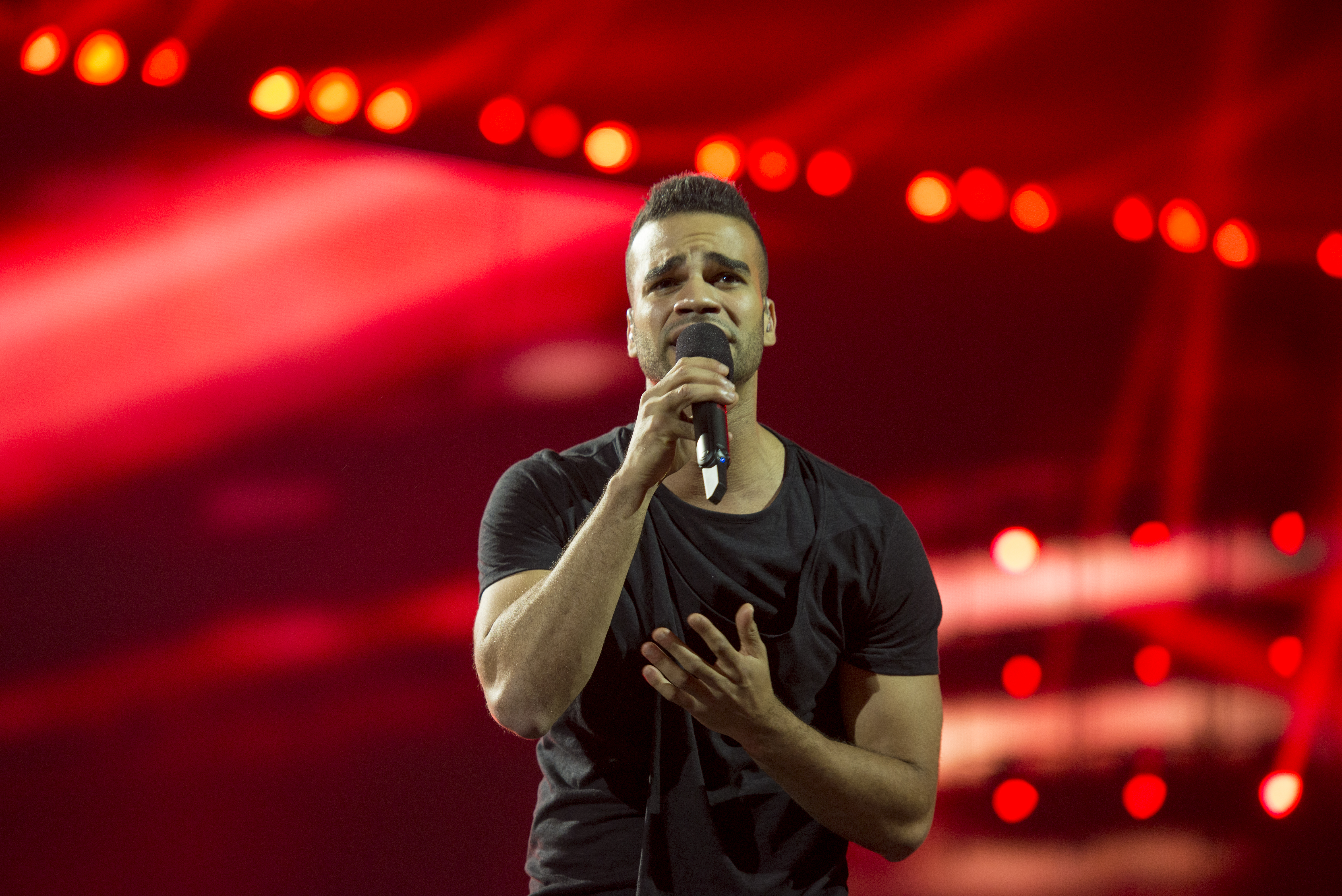
Kállay-Saunders podczas prób do występu w 59. Konkursie Piosenki Eurowizji w Sztokholmie, maj 2014

W 2012 z piosenką „I Love You” brał udział w krajowych eliminacjach do 57. Konkursu Piosenki Eurowizji. Latem wydał swój trzeci singiel, „Tonight”, który stworzył we współpracy z Rebstarem. W 2013 z piosenką „My Baby” zajął drugie miejsce w A Dal. 22 lutego 2014 wygrał w finale A Dal z utworem „Running”, dzięki czemu został reprezentantem Węgier podczas 59. Konkursu Piosenki Eurowizji organizowanego w Kopenhadze. 6 maja wystąpił jako ostatni, 16. w kolejności w pierwszym półfinale konkursu i zakwalifikował się do finału rozgrywanego 10 maja. Zdobył w nim 143 punkty, zajmując piąte miejsce w końcowej klasyfikacji.

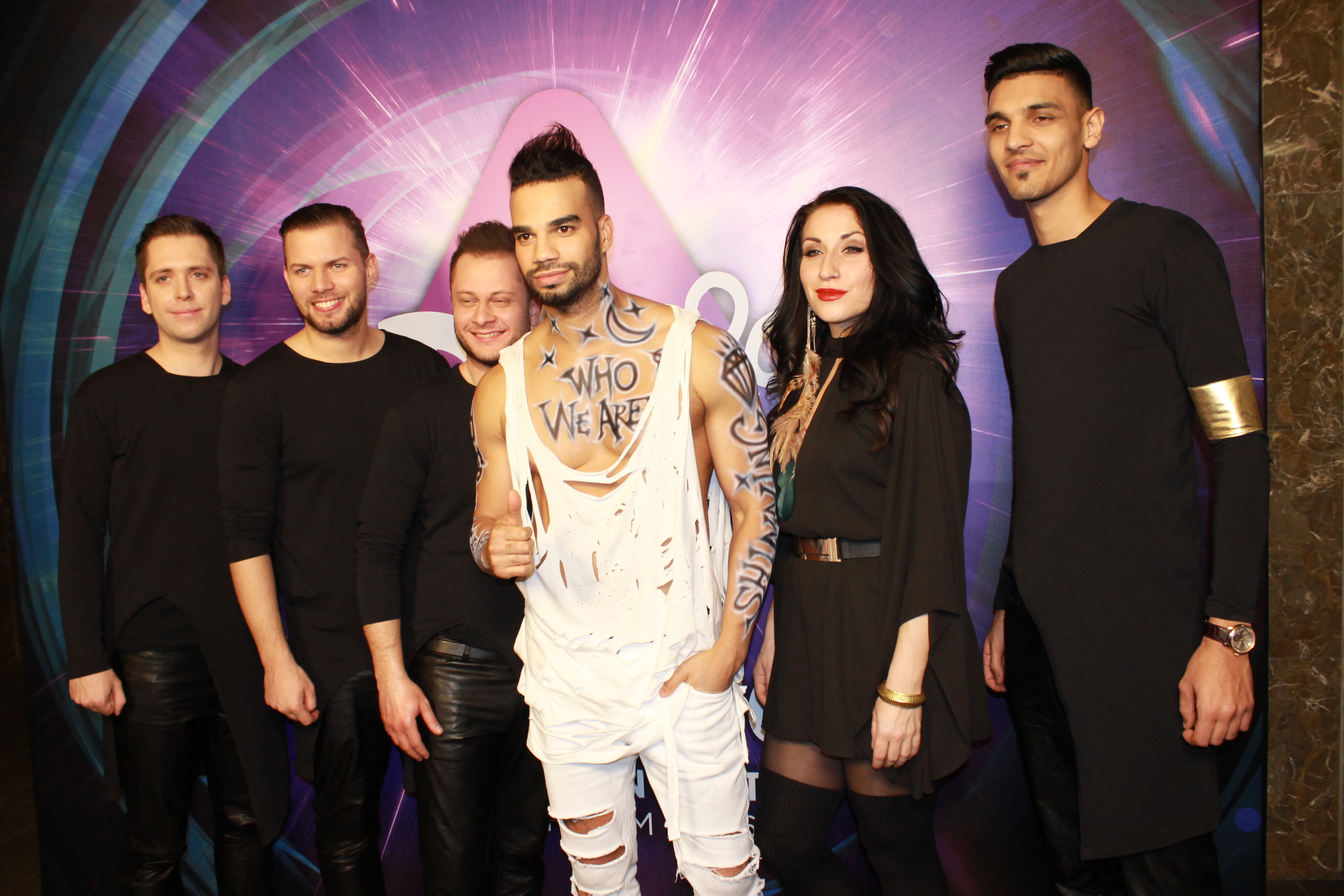
Zespół Kállay Saunders Band na konferencji prasowej A Dal, 27 lutego 2016

W pierwszych tygodniach 2015 nawiązał współpracę z debiutującym piosenkarzem Gáborem „Freddiem” Fehérvárim, dla którego napisał utwór „Baby Joe”. W marcu wydał ze swoim zespołem Kállay Saunders Band debiutancki album studyjny, zatytułowany Delivery Boy. W grudniu wystąpił w A Dal 2016 z piosenką „Who We Are”, którą nagrał z zespołem. W 2016 awansowali do półfinału, a później do finału konkursu. Zajęli w nim miejsce w pierwszej „czwórce”. W grudniu 2016 z piosenką „17”, nagraną z zespołem, zakwalifikował się do stawki A Dal 2017. Pomyślnie przeszli do finału. W finale zajęli ostatnie, ósme miejsce bez dorobku punktowego. W grudniu 2018 został ogłoszony jednym z uczestników konkursu A Dal 2019, do którego zgłosił się z piosenką „Roses”, którą nagrał z zespołem The Middletonz.

## Życie prywatne
Związany jest z pochodzącą z Rumunii wokalistką Renátą Tolvai, zwyciężczynią piątej edycji programu Megasztár, w którym brał udział także Kállay-Saunders.

## Dyskografia

### Single
| Rok                                                      | Tytuł                          | Najwyższe pozycje na listach | Najwyższe pozycje na listach | Najwyższe pozycje na listach | Najwyższe pozycje na listach                           | Album |
| Rok                                                      | Tytuł                          | BEL                          | DEN                          | GER                          | IRE                                                    | Album |
| -------------------------------------------------------- | ------------------------------ | ---------------------------- | ---------------------------- | ---------------------------- | ------------------------------------------------------ | ----- |
| 2011                                                     | „Csak veled”                   | –                            | –                            | –                            | –                                                      | –     |
| 2012                                                     | „I Love You”                   | –                            | –                            | –                            | –                                                      | –     |
| 2012                                                     | „Tonight” (feat. Rebstar)      | –                            | –                            | –                            | –                                                      | –     |
| 2013                                                     | „My Baby”                      | –                            | –                            | –                            | –                                                      | –     |
| 2013                                                     | „Play My Song” (feat. Rebstar) | –                            | –                            | –                            | –                                                      | –     |
| 2014                                                     | „Running”                      | 17                           | 40                           | 93                           | 92                                                     | –     |
| 2014                                                     | „Juliet”                       | –                            | –                            | –                            | –                                                      | –     |
| 2015                                                     |                                |                              |                              |                              |                                                        |       |
| „Victory”                                                | –                              | –                            | –                            | –                            | Delivery Boy (nagrany z zespołem Kállay-Saunders Band) |       |
| „Delivery Boy”                                           | –                              | –                            | –                            | –                            | Delivery Boy (nagrany z zespołem Kállay-Saunders Band) |       |
| „Face the Crowd”                                         | –                              | –                            | –                            | –                            | Delivery Boy (nagrany z zespołem Kállay-Saunders Band) |       |
| „Mama She Knows”                                         | –                              | –                            | –                            | –                            | Delivery Boy (nagrany z zespołem Kállay-Saunders Band) |       |
| „Roses”                                                  | –                              | –                            | –                            | –                            | Delivery Boy (nagrany z zespołem Kállay-Saunders Band) |       |
| „Get Up”                                                 | –                              | –                            | –                            | –                            | Delivery Boy (nagrany z zespołem Kállay-Saunders Band) |       |
| „Young”                                                  | –                              | –                            | –                            | –                            | Delivery Boy (nagrany z zespołem Kállay-Saunders Band) |       |
| „–” oznacza, że singel nie był notowany na danej liście. |                                |                              |                              |                              |                                                        |       |